# جان كارلز
جان كارلز (بالفرنسية: Jean Carles)‏ هو صانع عطور فرنسي، ولد في 1892، وتوفي في 1966.